# Pseudomyrmex inquilinus
Pseudomyrmex inquilinus is een mierensoort uit de onderfamilie van de Pseudomyrmecinae. De wetenschappelijke naam van de soort is voor het eerst geldig gepubliceerd in 1996 door Ward.